# Erlanger Hütte
Die Erlanger Hütte ist eine Schutzhütte der Kategorie I der Sektion Erlangen des Deutschen Alpenvereins. Sie liegt im nördlichen Geigenkamm in den Ötztaler Alpen, auf 2541 m ü. A. nahe dem Wettersee unterhalb des Wildgrats (2971 m), ihr Talort ist Umhausen. Sie trägt seit 2000 das Umweltgütesiegel für Alpenvereinshütten. Die Hütte steht unter Denkmalschutz (Listeneintrag).

## Geschichte
Die Sektion Erlangen des Deutschen und Österreichischen Alpenvereins (DuOeAV) entschied sich nach Erkundung von drei zur Auswahl vorgeschlagenen Gebieten für das Gebiet am Wildgrat im Ötztal und gründete einen Hüttenausschuss. Für den Hüttenbau am Wettersee im Ötztal wurde vom Hauptausschuss des DuOeAV der Sektion ein Darlehen von 5000 RM bewilligt. Das Jahr 1929 stand ganz im Zeichen des bevorstehenden Hüttenbaus. Die Vorarbeiten, Wegebau und Grundsteinlegung konnten noch im selben Jahr abgeschlossen werden. Am 18. Juni 1930 begannen die eigentlichen Bauarbeiten für die Erlanger Hütte. Anfang November 1930 war die Hütte, bis auf den Innenausbau, winterfest fertig gestellt. Am Sonntag, dem 23. August 1931 wurde die Hütte mit einer bescheidenen Sektionsfeier eröffnet. 1935 gab die Österreichische Post eine Luftpostbriefmarkenserie heraus, Motiv der 40 Groschen-Marke war die Erlanger Hütte mit Wettersee im Vordergrund. Eine philatelistische Rarität, denn nur wenige Hütten wurden bislang auf Briefmarken abgebildet.
Die Schäden an der Hütte durch den Zweiten Weltkrieg hielten sich in Grenzen. Die Sektion Innsbruck des Österreichischen Alpenvereins übernahm die Treuhänderschaft aller Reichsdeutscher Hütten in Tirol. Zehn Jahre musste die Sektion warten, bis ihr am 14. Juli 1956 die Hütte zurückgegeben wurde.
Ein Meilenstein im Ausbau der Hütte wurde am 28. bis 29. Juni 1969 die Einweihung der vom Wettersee gespeisten Wasserkraftanlage. Mit einer Leistung von ca. 13 kW sicherte die Anlage eine umweltfreundliche und kostengünstige Energieversorgung der Hütte. Das bedeutendste Ereignis des Jahres 1976 war am 2. bis 4. Juli die offizielle Übergabe und Inbetriebnahme der elektrisch betriebenen Materialseilbahn von der Leierstalalm zur Erlanger Hütte. Im Jahr 1980 wurde ein größerer Umbau der Hütte notwendig, im Nebengebäude wurden ein Jugendraum mit 20 Matratzenlagern und ein Winterraum mit 4 Lagern ausgebaut. Durch Erweiterung des Gastraumes wurden zusätzlich 10 Sitzplätze gewonnen.
Der Deutsche Alpenverein beschloss 1981 auf seiner Hauptversammlung in Siegen die Einführung eines neuen Hüttenkonzeptes mit drei verschiedenen Hüttenkategorien. Die Erlanger Hütte wurde in die Kategorie I eingeordnet. Mit Ausbau des Kellers 1983 erhielt die Hütte zusätzlich zwei Waschräume, ein WC und eine Dusche für das Hüttenpersonal sowie einen Waschmaschinenplatz. 1985 wurden Dachsanierungsarbeiten einschließlich Wärmedämmung zur Verbesserung des Raumklimas ausgeführt. Dabei entschloss sich die Sektion anstelle eines Blechdaches die Hütte wieder mit Schindeln und Dachrinnen aus Lärchenholz einzudecken bzw. auszurüsten.
In den folgenden Jahren wurde die Hütte immer wieder durch Um- und Ausbaumaßnahmen den Erfordernissen der Zeit angepasst. Die zurückliegenden 35 Jahre sind vor allem geprägt vom Erhalt eines in extremer Lage den Unbilden der Natur ausgesetzten Bauwerks und der Erfüllung neuer behördlicher Auflagen. Die Hütte verfügt inzwischen über eine Küche auf Profiniveau und aktuelle Technologien im Bereich Brandschutz sowie Wasser- und Abwasseraufbereitung. Herzstück ist die gemütliche Gaststube mit ihren etwa fünfzig Sitzplätzen. Seit dem Sommer 2000 ist die Erlanger Hütte mit dem Umweltgütesiegel für Alpenvereinshütten ausgezeichnet worden. Das aus dem Wettersee gewonnene Trinkwasser wird durch eine UV-Entkeimungsanlage desinfiziert. Das Abwasser wird nach höchsten Umweltstandards entsorgt, damit es am Ende des Reinigungsprozesses wieder sauber in den Wetterbach eingeleitet werden kann. Die Kläranlage arbeitet auf vollbiologischer Basis. Die festen Abwasserbestandteile werden im unterhalb der Hütte gebauten Stufenkomposter entsorgt. Nach vier Jahren ist daraus Humus entstanden, der dann bei Saisonschluss mit dem Hubschrauber im Tal entsorgt wird.

## Zugänge
Die Hütte ist auf unschwierigen, aber relativ langen Anstiegen zu erreichen. Der kürzeste Zustieg führt von Umhausen im Ötztal in etwa viereinhalb Stunden über die Vordere Leierstalalm zur Hütte. Die Möglichkeit, mit einem Taxi bis zur Vorderen Leierstalalm zu fahren, besteht seit einem Felssturz 2010 nicht mehr. Seit der Saison 2013 existiert ein neuer Weg zur Vorderen Leierstalalm (ein Teil des Weges kann mit dem Hüttentaxi zurückgelegt werden).

## Wege und Touren
Die Hütte ist ein Stützpunkt auf dem Zentralalpenweg und der Touren 1 und 3 der „Pitztaler Runde“.

### Übergänge zu Nachbarhütten
- Ludwigsburger Hütte (1935 m), Gehzeit: 3 Stunden
- Frischmannhütte (2192 m), Gehzeit: 4 Stunden
- Hochzeigerhaus (1829 m), Gehzeit: 4½ Stunden

### Gipfelbesteigungen
Gipfelziele von der Hütte sind neben dem Wildgrat (2974 m) der Fundusfeiler (3079 m) und das Kreuzjoch (2767 m).

## Karte
- Freytag & Berndt 1:50.000, Blatt 251, Ötztal, Pitztal, Kaunergrat, Wildspitze

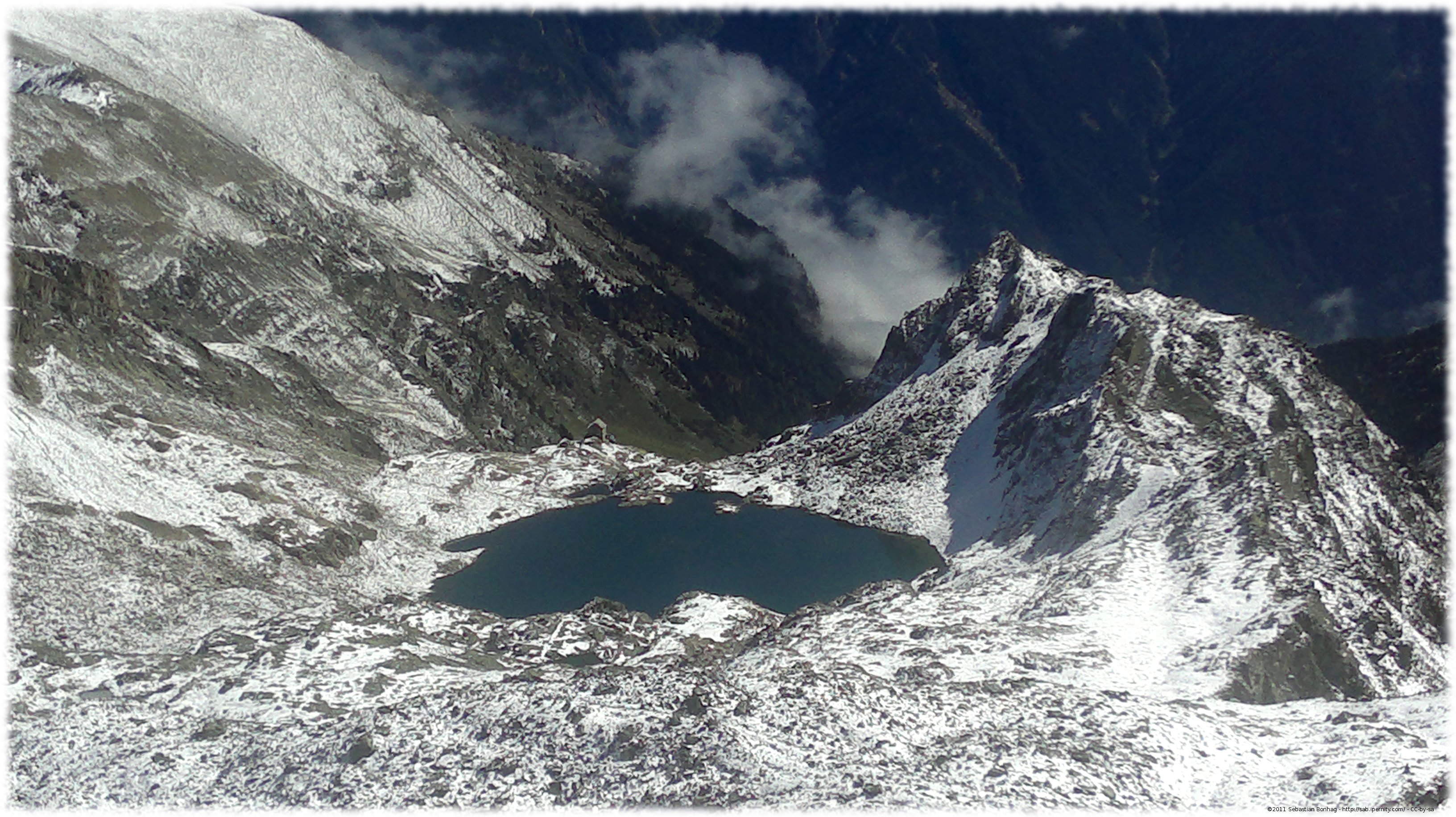
Erlanger Hütte und Wettersee vom Gipfel des Wildgrats aus